# Princeton (British Columbia)
Princeton ist eine Kleinstadt am Zusammenfluss von Similkameen River und Tulameen River im Süden von British Columbia, Kanada.

## Lage
Princeton liegt am Kilometer 134 des Highway 3 (einem Abschnitt des Crowsnest Highways) auf etwa 650 m Höhe, im Tal des Similkameen River an der Mündung des Tulameen River. Die Stadt ist das Zentrum des östlichen Teils der Region Okanagan-Similkameen, mehrere Straßen erschließen von hier aus das südliche Thompson-Plateau; das südlich des Similkameen River gelegene Kaskadengebirge ist wesentlich schlechter erschlossen.

## Geschichte
Lange vor dem Eintreffen der ersten weißen Siedler lebten im Tal des oberen Similkameen River Indianer vom Abbau von Ocker und Kieselerde, das an der Mündung des Tulameen River gelegen Yak-Tulamn diente dabei als Handelszentrum. Archäologische Funde belegen, dass im Austausch Güter aus einem Verbreitungsraum zwischen den Küsten Oregon und den Prärien östlich der Rocky Mountains eingetauscht wurden.
Ausgrabungen belegen eine Siedlungshistorie von mindestens 7.500 Jahren, viele der damals genutzten Siedlungsplätze und die Wege zwischen diesen werden noch heute verwendet. Dem Volk der Similkameen gelang es, trotz der Dezimierung durch von Siedlern eingeschleppten Krankheiten, wie Pocken und Grippe, sich relativ schnell den neuen Gegebenheiten anzupassen; noch heute ist Princeton ein kulturelles Zentrum dieses Volkes.
Die ersten Weißen, die in das Gebiet von Princeton kamen, waren Jäger und Händler der Hudson’s Bay Company und anderer Pelzhandelsgesellschaften, die sich auf dem Weg von Kamloops nach Fort Okanagan befanden. Der erste dieser Abenteurer, der nachweislich dem Tal des Similkameen River folgte, war im Dezember 1812 Alexander Ross. Doch erst der Oregon-Kompromiss von 1846 und die damit verbundene Grenzziehung entlang des 49. Breitengrades erzwang die Erforschung der Region, um geeignete Routen vom Lower Mainland ins Landesinnere zu erkunden. Dabei wurden verschiedene Routen erkundet, die nördlich des heutigen Crowsnest Highway durch die Berge des Kaskadengebirges überwanden:
- Brigade Trail (1849 durch Alexander Caulfield Anderson durch die Täler von Coquihalla River und Tulameen River)
- Whatcom Trail / Skagit Trail (1858 durch das Tal des Skagit River und des Snass Creek zum Tulameen River)
- Dewdney Trail (1860 durch Edgar Dewdney und Walter Moberly durch das Tal des Snass Creek und des Whipsaw Creek)

Zunächst sollten diese nur unzureichend ausgebauten Pfade den Austausch von Pelzen und Lebensmitteln zu den vereinzelten Stützpunkten in den Tälern des Similkameen River, dem Okanagan Valley und dem Tal des Kettle River dienen, doch Funde von Edelmetallen und der Bau des wesentlich besser nutzbaren Dewdney Trail sorgten für eine beschleunigte Besiedlung.
Der erste Siedler im damaligen Vermillion Forks, dem heutigen Princeton – John Fall Allison – ließ sich 1858 an der Mündung der beiden Flüsse nieder und steckte Claims für Gold, Kupfer und Kohle ab, daneben unterhielt er eine Viehfarm. Seine indigene Frau – Nora Yakumtikum – mit der er vier Kinder hatte, führte im Auftrag der Hudson’s Bay Company Transporte mit Packpferden durch. Da Allison auch mit seiner zweiten Frau eine Vielzahl an Nachkommen zeugte, betrachten auch heute noch zahlreiche Similkameen Allison als einen ihrer Ahnen.
Schon 1860 wurde der Name der Stadt anlässlich des Besuches Ost-Kanadas durch den Prince of Wales – des späteren Königs Eduard VII. – geändert, im selben Jahr fanden Vermessungsarbeiten auf zur Festlegung des Aussehens der Stadt im heutigen Ostteil auf einer Fläche von etwa 700 Acres (ca. 283 Hektar) statt.
Bis 1895 lebte die Ortschaft weitestgehend von Landwirtschaft, Transithandel und Goldwaschen in Tulameen River und Similkameen River, die Entdeckung von Goldminen im Granit Creek nahe der heutigen Geisterstadt Granite City, die sich schnell zur drittgrößten Gemeinde in British Columbia aufschwang, ließ auch die Bedeutung Princetons wachsen. Im Rahmen der Goldfunde in den Nebentälern des Tulameen River kam es zur Errichtung eines Camps chinesischer Einwanderer, was den noch heute hohen asiatischen Bevölkerungsanteil Princetons erklärt.
Neben dem Goldabbau – die Minen von Granite City wurden 1910 aufgegeben – erwiesen sich auch andere Vorkommen als ergiebig, insbesondere der Abbau von Kohle in bis zu 15 Gruben, die teilweise bis 1945 bestanden und aus denen etwa 1,6 Millionen Tonnen Steinkohle gefördert wurden, waren wirtschaftlich bedeutende Vorkommen an Kupfer und Platin zu erwähnen. Der Kupferabbau in industriellem Stil wurde erst Ende des 20. Jahrhunderts eingestellt.
Wie nicht anders zu erwarten, spielte die holzverarbeitende Industrie in Princeton eine bedeutsame Rolle, Firmen wie die Kettle Valley Lumber Company, Taylor Lumber Company, Huff Brothers Sawmill und W. T. Squelch & Son betrieben Sägewerke in der Region.

## Demographie
Der Zensus im Jahr 2011 ergab für die Gemeinde eine Bevölkerungszahl von 2.724 Einwohnern. Die Bevölkerung hatte dabei im Vergleich zum Zensus von 2006 um 2,0 % abgenommen, während die Bevölkerung in British Columbia gleichzeitig um 7,0 % anwuchs.

## Wirtschaft
Nachdem der Abbau von Kupfer eingestellt wurde, ist die holzverarbeitende Industrie in Princeton der Industriezweig mit der größten Bedeutung, der größte Arbeitgeber ist Weyerhaeuser Canada. Daneben spielt die Landwirtschaft – insbesondere die Zucht von Pferden und Rindern – eine große Rolle. Der Anbau von Obst und Wein gewinnt an Bedeutung.
Princeton verfügt über eine gut ausgebaute touristische Infrastruktur und bietet sich als Ausgangspunkt für die Entdeckung der umgebenden Naturschutzgebiete, wie den E.C. Manning Provincial Park oder die Cascade Provincial Recreation Area, an. Es ist insbesondere als Ziel für Wochenendausflügler aus dem Großraum Vancouver beliebt, diesen und anderen reisenden stehen 10 Motels und diverse Restaurants zur Verfügung.
Darüber hinaus war Princeton Drehort mehrerer Spielfilme, wie Malone (1987) mit Burt Reynolds und Das Versprechen (2001) mit Jack Nicholson.

## Verkehr
Der Dewdney Trail stellte über Jahre die Hauptverbindung zur Außenwelt dar, 1909 erreichte eine Linie der Victoria, Vancouver & Eastern Railway – eine Nebenlinie der American Great Northern Railway – Princeton. 1915 erreichte die Canadian Pacific Railway Princeton und stellte die Verbindung zwischen dem Lower Mainland und der Kootenay-Region her, die Bedeutung der Victoria, Vancouver & Eastern Railway sank. Der Eisenbahnverkehr wurde 1974 eingestellt, nach dem Rückbau der Strecke dient der ehemalige Bahndamm als Wanderweg und Mountainbike-Trail.
Die Straßenverbindung nach Hope beziehungsweise Osoyoos wurde erst 1949 eröffnet, später wurde der das südliche Thompson-Plateau erschließende, nach Merritt und Kamloops führende Highway 5A als Nebenstrecke des Yellowhead Highway 5 (in diesem Abschnitt auch Coquihalla Highway genannt) erbaut. Einige untergeordnete Straßen erschließen den Großraum Princeton:
- Tullameen-Coalmont-Road (befestigt) führt nach Tulameen und Coamont, die von ihr ausgehende Granite Creek Road erschließt die Geisterstädte Granite Creek und Blakeburn sowie das Gebiet der ehemaligen Goldminen
- Princeton-Summerland-Road (bis Jellicoe befestigt) führt über Jura, Jellicoe, Bankeir, Osprey Lake und Faulder durch das südliche Thompson-Plateau nach Summerland am Westufer des Okanagan Lake
- Whipsaw Creek Road (unbefestigte Forststraße) zum Ostrand der Cascade Provincial Recreation Area

Weitere unbefestigte Straßen dienen hauptsächlich der forstwirtschaftlichen Erschließung der Region, sie können genutzt werden, doch sollte höchste Vorsicht gelten.
Öffentlicher Personennahverkehr wird örtlich und regional mit mehreren Buslinien durch das „South Okanagan-Similkameen Transit System“ angeboten, welches von BC Transit in Kooperation betrieben wird. Das System bietet Personennahverkehr im südlichen Okanagan Valley sowie im Similkameen Valley an. Zentraler Knotenpunkt des Liniennetzes ist Penticton und der nördliche Endpunkt des Netzes liegt in Kelowna, während es sich nach Süden bis nach Osoyoos erstreckt. Nach Westen werden Gemeinden entlang des Similkameen River bis nach Princeton angebunden. Neben den genannten Gemeinden werden nach Norden unter anderem Summerland und West Kelowna, nach Süden unter anderem Okanagan Falls und Oliver sowie nach Westen unter anderem Keremeos und Hedley angefahren.

## Persönlichkeiten
- Bert Irwin (1917–2006), Skirennläufer